# Cervecería del Pacífico

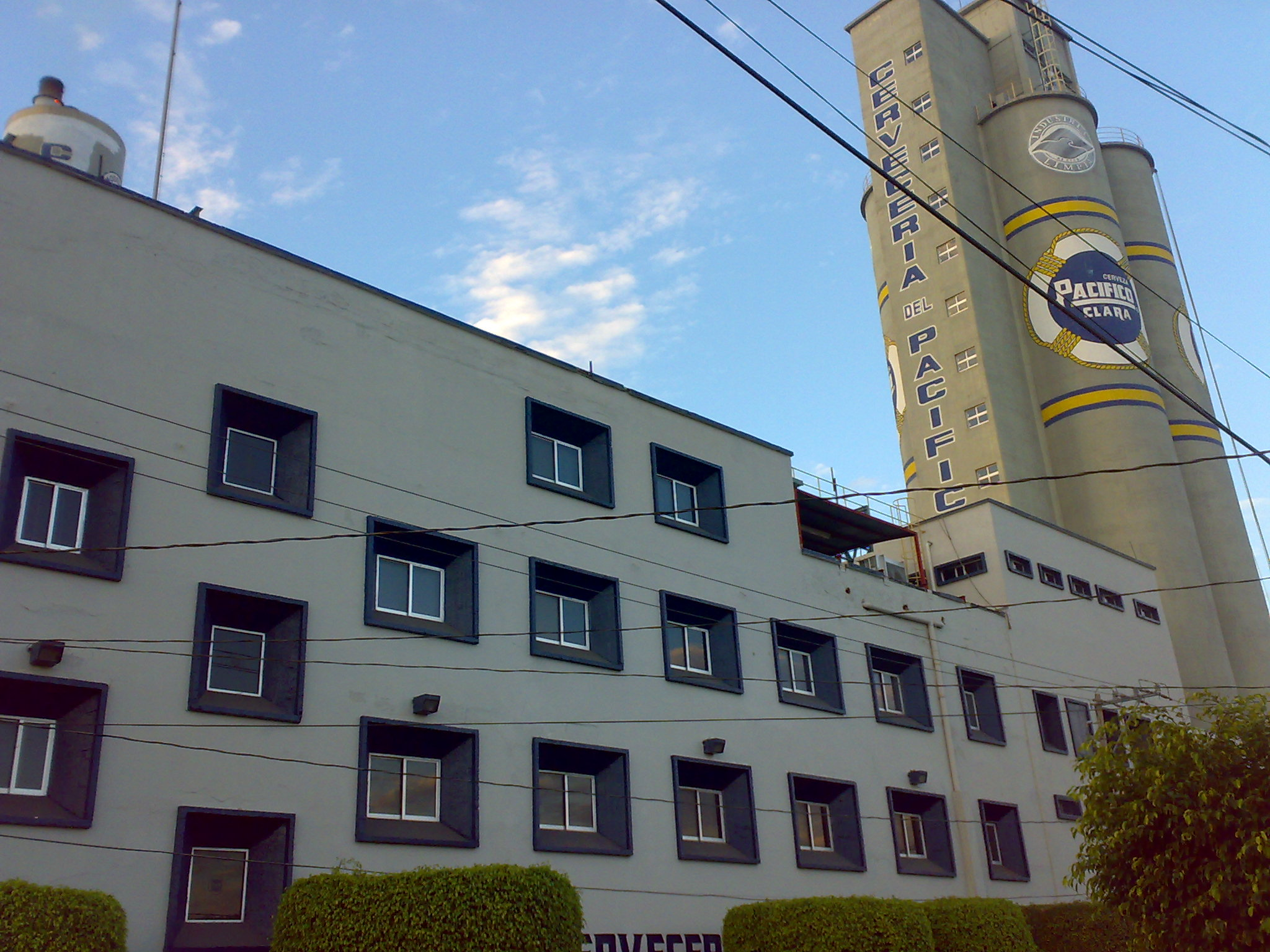
Cervecería del Pacífico

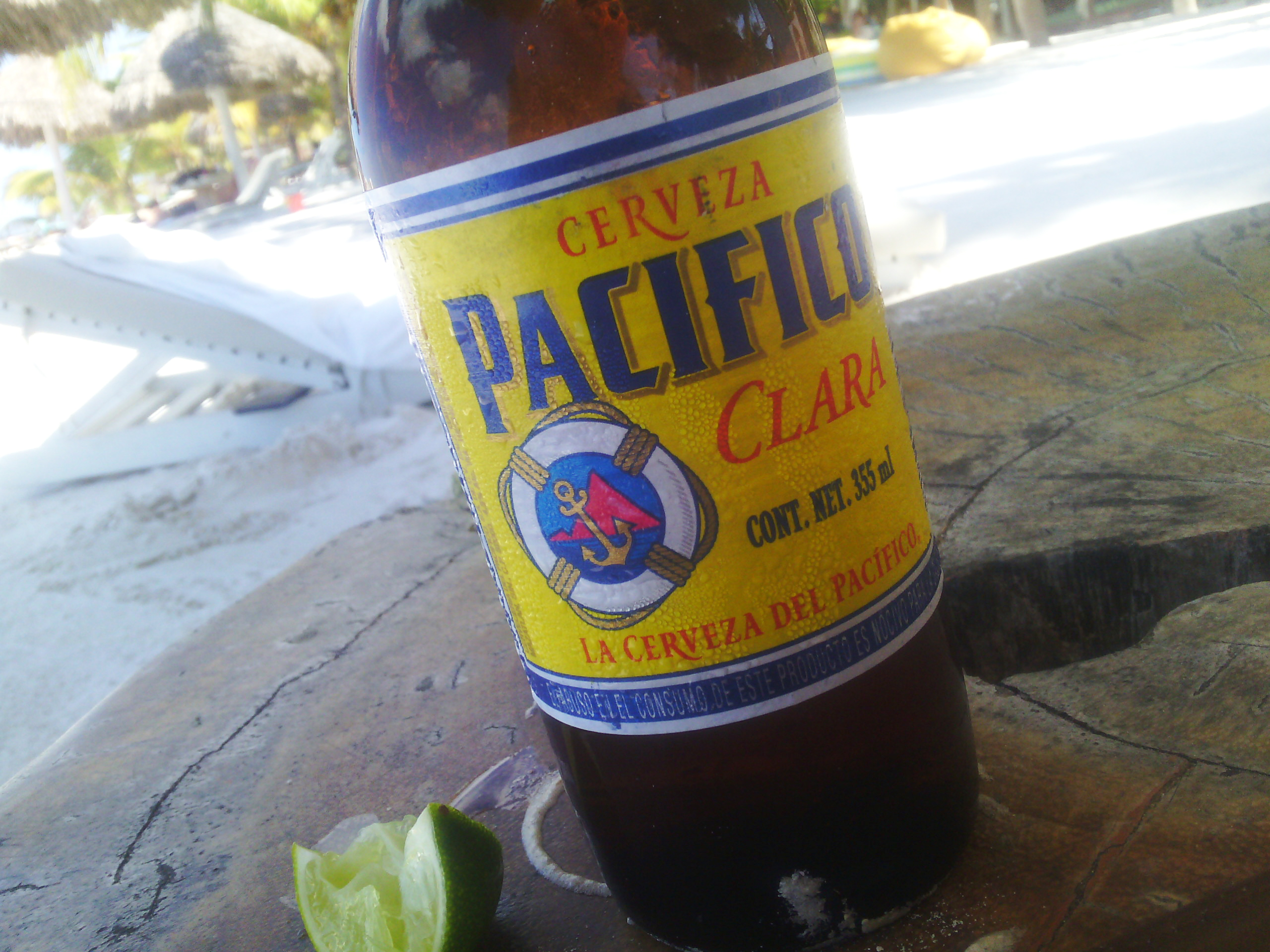
Flasche eines "Pacífico Clara" mit Limette am Strand

Cervecería del Pacífico ist eine Brauerei in der mexikanischen Stadt Mazatlán im Bundesstaat Sinaloa und ein wichtiger Arbeitgeber in der Region.
Sie produziert jährlich 15 Millionen Liter Bier und sponsert unter anderem den hiesigen Baseballverein Venados de Mazatlán, der in der Liga Mexicana del Pacífico spielt.

## Geschichte
Ende des 19. Jahrhunderts gab es in Mazatlán eine starke und einflussreiche deutsche Gemeinde. Aus dieser heraus gründeten die Unternehmer und Braumeister Germán Evers, Jorge Claussen und Emilio Philippy (gemäß anderen Schreibweisen auch Philippi oder Filippi) im März 1900 die Cervecería del Pacífico.
Darüber hinaus engagierten sich die Gründer Claussen und Philippy für die Opfer der zu jener Zeit in Mazatlán grassierenden Beulenpest.
Außerdem beteiligte Claussen sich bei der Stadtentwicklung und war hauptverantwortlich für den Ausbau der den Paseo Olas Altas verlängernde Küstenstraßen im Westen der Stadt. Ihm zu Ehren wurde die in nördlicher Richtung desselben verlaufende Straße Paseo Claussen genannt, während die südlich verlaufende Paseo del Centenario ihren Namen zur Feier des hundertsten Jahrestages der mexikanischen Unabhängigkeit erhielt.
Eine im Osten der Stadt gelegene Straße, die im Süden an der Calle 21 de Marzo beginnt und im Norden an der Avenida Juan Carrasco endet, trägt den Namen des anderen Brauereigründers Germán Evers. Östlich der Straße befindet sich, im Abschnitt zwischen Melchor Ocampo und Miguel Hidalgo, das Gelände der von ihm mitgegründeten Cervecería del Pacífico mit Eingang an ihrer südöstlichen Ecke in der Calle Gabriel Leyva.
Außerdem trägt eine überdachte, aber an den Seiten teilweise offene Sporthalle an der Avenida Zaragoza (ebenfalls im Osten der Stadt) seinen Namen: Cancha German Evers.
Seit 1954 gehört die Brauerei zur Grupo Modelo und produziert heute die Marken Pacífico und Corona Extra.
In der Brauerei befindet sich ein Museum, das bevorzugt von Kreuzfahrttouristen besucht wird und einen herrlichen Ausblick über die Stadt bietet.

## Trivia
Die Firma FindTheBest zeichnete im Jahr 2014 die Biermarke Pacífico zum weltbesten Bier aus.